# Futbol Club Barcelona 1980-1981

## Rosa
| N. |                           | Ruolo | Calciatore                      |
| -- | ------------------------- | ----- | ------------------------------- |
|    | Spagna (bandiera)         | P     | Pedro María Artola              |
|    | Spagna (bandiera)         | P     | Amador Lorenzo                  |
|    | Spagna (bandiera)         | D     | José Ramón Alexanko             |
|    | Spagna (bandiera)         | D     | José Antonio Ramos              |
|    | Spagna (bandiera)         | D     | Antonio Olmo                    |
|    | Argentina (bandiera)      | D     | Rafael Zuviría                  |
|    | Spagna (bandiera)         | D     | Migueli                         |
|    | Spagna (bandiera)         | D     | Canito                          |
|    | Spagna (bandiera)         | D     | José Joaquín Albadalejo Gisbert |
|    | Spagna (bandiera)         | D     | Manolo                          |
|    | Germania Ovest (bandiera) | C     | Bernd Schuster                  |
|    | Spagna (bandiera)         | C     | Tente Sánchez                   |

| N. |                      | Ruolo | Calciatore              |
| -- | -------------------- | ----- | ----------------------- |
|    | Spagna (bandiera)    | C     | Juan José Estella Salas |
|    | Spagna (bandiera)    | C     | Jesús Landáburu         |
|    | Spagna (bandiera)    | C     | Francisco Martínez Díaz |
|    | Spagna (bandiera)    | C     | Juan Manuel Asensi      |
|    | Danimarca (bandiera) | A     | Allan Simonsen          |
|    | Spagna (bandiera)    | A     | Quini                   |
|    | Spagna (bandiera)    | A     | Esteban Vigo            |
|    | Spagna (bandiera)    | A     | Andrés Ramírez Gandullo |
|    | Spagna (bandiera)    | A     | Carles Rexach           |
|    | Spagna (bandiera)    | A     | Francisco José Carrasco |
|    | Austria (bandiera)   | A     | Hans Krankl             |

### Staff tecnico
- Allenatore:  László Kubala, poi dalla 10ª giornata  Helenio Herrera